# Laurie Davidson
Laurie Davidson (Dulwich, 1º luglio 1992) è un attore britannico.

## Biografia
Nato a Dulwich, nel Sud di Londra, Laurie Davidson ha studiato recitazione alla London Academy of Music and Dramatic Art, dove ha ottenuto la laurea nel 2016. Prima di completare gli studi aveva già fatto il suo debutto sul grande schermo nel film Vampire Academy nel 2014. Dopo l'università ha ottenuto il ruolo principale del giovane William Shakespeare nella serie TV Will, inedita in Italia, per cui ha ottenuto recensioni positive.
Nel 2017 ha fatto il suo debutto nel West End londinese interpretando Shane nel dramma The Ferryman, scritto da Jez Butterworth e diretto da Sam Mendes. Nel 2019 è tornato invece a recitare al cinema, interpretando Hans Taub nel film L'inganno perfetto con Ian McKellen ed Helen Mirren e Mr Mistoffelees in Cats.

## Filmografia

### Cinema
- Vampire Academy, regia di Mark Waters (2014)
- L'inganno perfetto, regia di Bill Condon (2019)
- Cats, di Tom Hooper (2019)
- The Last Kingdom - Sette re devono morire (The Last Kingdom: Seven Kings Must Die), regia di Edward Bazalgette (2023)

### Televisione
- Will – serie TV, 10 episodi (2017)
- Diana and I – film TV (2017)
- Guilty Party – serie TV, 10 episodi (2021)
- The Sandman – serie TV, episodio 1x05 (2022)
- Masters of the Air – miniserie TV, puntata 4 (2024)
- Mary & George, regia di Oliver Hermanus, Alex Winckler e Florian Cossen – miniserie TV, 3 puntate (2024)

## Teatro
- The Ferryman di Jez Butterworth, regia di Sam Mendes. Gielgud Theatre di Londra (2017)
- The Meeting di Charlotte Jones, regia di Natalia Abrahami. Chichester Theatre Festival di Chichester (2018)
- The End of History di Jack Thorne, regia di John Tiffany. Royal Court Theatre di Londra (2019)
- Jack Absolute Flies Again di Richard Bean e Oliver Chris, regia di Thea Sharrock. National Theatre di Londra (2022)

## Doppiatori italiani
Nelle versioni in italiano delle opere in cui ha recitato, Laurie Davidson è stato doppiato da:
- Manuel Meli in Cats, Mary & George
- Leonardo Lugni ne L'inganno perfetto
- Flavio Aquilone in The Last Kingdom - Sette re devono morire
- Mirko Cannella in Masters of the Air